# Arhopala constanceae
Arhopala constanceae är en fjärilsart som beskrevs av De Nicéville 1895. Arhopala constanceae ingår i släktet Arhopala och familjen juvelvingar. Inga underarter finns listade i Catalogue of Life.